# Teleterebratus bytinskii
Teleterebratus bytinskii is een vliesvleugelig insect uit de familie Encyrtidae. De wetenschappelijke naam is voor het eerst geldig gepubliceerd in 1994 door Trjapitzin & Myartseva.